# Fundación de Economía y Estadística
La Fundación de Economía y Estadística Siegfried Emanuel Heuser (en portugués: Fundação de Economía e Estatística Siegfried Emanuel Heuser), (FEE) es una institución del estado brasileño de Rio Grande do Sul dependiente de la Secretaría de Coordinación y Planeamiento que tiene como misión la elaboración de estadísticas y análisis sobre la realidad socioeconómica del estado. Fue creada en el año 1973, y su origen se remonta al antiguo Departamento Estadual de Estadística (DEE), creado en la década del 30.
Actualmente, con una planta formada por más de 90 técnicos especializados, se encarga de realizar estudios, encuestas y análisis sobre la realidad gaúcha. Se encarga de elaborar el PBI estadual, así como las estimativas poblacionales.